# NFL 1979
Die NFL-Saison 1979 war die 60. Saison im American Football in der National Football League (NFL). Die Regular Season begann am 1. September 1979 und endete am 17. Dezember 1979. Die Saison endete mit dem Pro Bowl am 27. Januar im Aloha Stadium in Honolulu, Hawaii.

## NFL Draft
Der NFL Draft 1979 fand vom 3. bis 4. Mai im Waldorf Astoria New York in New York City statt. Mit dem Erstrunden-Pick wählten die Buffalo Bills den Linebacker Tom Cousineau von der Ohio State University. Allerdings spielte dieser nie für die Bills, sondern unterschrieb bei den Montreal Alouettes aus der CFL, die ihn für das Doppelte des ursprünglich von den Bills gebotenen Geldes unter Vertrag nahmen.

## Regular Season
| AFC East             | AFC East | AFC East | AFC East | AFC East | AFC East | AFC East | AFC East | AFC East |
| Team                 | S        | N        | U        | SQ       | P+       | P−       | DIV      | CONF     |
| -------------------- | -------- | -------- | -------- | -------- | -------- | -------- | -------- | -------- |
| Miami Dolphins       | 10       | 6        | 0        | 0,625    | 341      | 257      | 5–3      | 6–6      |
| New England Patriots | 9        | 7        | 0        | 0,563    | 411      | 326      | 4–4      | 6–6      |
| New York Jets        | 8        | 8        | 0        | 0,500    | 337      | 383      | 4–4      | 5–7      |
| Buffalo Bills        | 7        | 9        | 0        | 0,438    | 268      | 279      | 4–4      | 5–7      |
| Baltimore Colts      | 5        | 11       | 0        | 0,313    | 271      | 351      | 3–5      | 4–10     |

| NFC East            | NFC East | NFC East | NFC East | NFC East | NFC East | NFC East | NFC East | NFC East |
| Team                | S        | N        | U        | SQ       | P+       | P−       | DIV      | CONF     |
| ------------------- | -------- | -------- | -------- | -------- | -------- | -------- | -------- | -------- |
| Dallas Cowboys      | 11       | 5        | 0        | 0,688    | 371      | 313      | 6–2      | 10–2     |
| Philadelphia Eagles | 11       | 5        | 0        | 0,688    | 339      | 282      | 6–2      | 9–3      |
| Washington Redskins | 10       | 6        | 0        | 0,625    | 348      | 295      | 5–3      | 8–4      |
| New York Giants     | 6        | 10       | 0        | 0,375    | 237      | 323      | 1–7      | 5–9      |
| St. Louis Cardinals | 5        | 11       | 0        | 0,313    | 307      | 358      | 2–6      | 4–8      |

| AFC Central         | AFC Central | AFC Central | AFC Central | AFC Central | AFC Central | AFC Central | AFC Central | AFC Central |
| Team                | S           | N           | U           | SQ          | P+          | P−          | DIV         | CONF        |
| ------------------- | ----------- | ----------- | ----------- | ----------- | ----------- | ----------- | ----------- | ----------- |
| Pittsburgh Steelers | 12          | 4           | 0           | 0,750       | 416         | 262         | 4–2         | 9–3         |
| Houston Oilers      | 11          | 5           | 0           | 0,688       | 362         | 331         | 4–2         | 9–3         |
| Cleveland Browns    | 9           | 7           | 0           | 0,563       | 359         | 352         | 2–4         | 6–6         |
| Cincinnati Bengals  | 4           | 12          | 0           | 0,250       | 337         | 421         | 2–4         | 2–10        |

| NFC Central          | NFC Central | NFC Central | NFC Central | NFC Central | NFC Central | NFC Central | NFC Central | NFC Central |
| Team                 | S           | N           | U           | SQ          | P+          | P−          | DIV         | CONF        |
| -------------------- | ----------- | ----------- | ----------- | ----------- | ----------- | ----------- | ----------- | ----------- |
| Tampa Bay Buccaneers | 10          | 6           | 0           | 0,625       | 273         | 237         | 6–2         | 8–6         |
| Chicago Bears        | 10          | 6           | 0           | 0,625       | 306         | 249         | 5–3         | 8–4         |
| Minnesota Vikings    | 7           | 9           | 0           | 0,438       | 259         | 337         | 5–3         | 6–6         |
| Green Bay Packers    | 5           | 11          | 0           | 0,313       | 246         | 316         | 3–5         | 4–8         |
| Detroit Lions        | 2           | 14          | 0           | 0,125       | 219         | 365         | 1–7         | 2–10        |

| AFC West           | AFC West | AFC West | AFC West | AFC West | AFC West | AFC West | AFC West | AFC West |
| Team               | S        | N        | U        | SQ       | P+       | P−       | DIV      | CONF     |
| ------------------ | -------- | -------- | -------- | -------- | -------- | -------- | -------- | -------- |
| San Diego Chargers | 12       | 4        | 0        | 0,750    | 411      | 246      | 6–2      | 9–3      |
| Denver Broncos     | 10       | 6        | 0        | 0,625    | 289      | 262      | 4–4      | 7–5      |
| Seattle Seahawks   | 9        | 7        | 0        | 0,563    | 378      | 372      | 3–5      | 6–6      |
| Oakland Raiders    | 9        | 7        | 0        | 0,563    | 365      | 337      | 3–5      | 5–7      |
| Kansas City Chiefs | 7        | 9        | 0        | 0,438    | 238      | 262      | 4–4      | 7–7      |

| NFC West            | NFC West | NFC West | NFC West | NFC West | NFC West | NFC West | NFC West | NFC West |
| Team                | S        | N        | U        | SQ       | P+       | P−       | DIV      | CONF     |
| ------------------- | -------- | -------- | -------- | -------- | -------- | -------- | -------- | -------- |
| Los Angeles Rams    | 9        | 7        | 0        | 0,563    | 323      | 309      | 5–1      | 7–5      |
| New Orleans Saints  | 8        | 8        | 0        | 0,500    | 370      | 360      | 4–2      | 8–4      |
| Atlanta Falcons     | 6        | 10       | 0        | 0,375    | 300      | 388      | 2–4      | 5–7      |
| San Francisco 49ers | 2        | 14       | 0        | 0,125    | 308      | 416      | 1–5      | 2–10     |

 Divisionssieger 0
 Wildcard

Quelle: pro-football-reference.com
Divisional Tie-Breaker
- Seattle beendete die Saison vor Oakland in der AFC West aufgrund der zwei direkten Siege.
- Dallas beendete die Saison vor Philadelphia in der NFC East aufgrund der besseren Conference-Bilanz (10–2 gegenüber 9–3 von Philadelphia).
- Tampa Bay beendete die Saison vor Chicago in der NFC Central aufgrund der besseren Division-Bilanz (6–2 gegenüber 5–3 von Chicago).

## Play-offs

### Setzliste
| AFC  | AFC                 | AFC            | AFC    |
| Rang | Team                | Division       | Bilanz |
| ---- | ------------------- | -------------- | ------ |
| 1    | San Diego Chargers  | Sieger West    | 12–4   |
| 2    | Pittsburgh Steelers | Sieger Central | 12–4   |
| 3    | Miami Dolphins      | Sieger East    | 10–6   |
| 4    | Houston Oilers      | Central        | 11–5   |
| 5    | Denver Broncos      | West           | 10–6   |

| NFC  | NFC                  | NFC            | NFC    |
| Rang | Team                 | Division       | Bilanz |
| ---- | -------------------- | -------------- | ------ |
| 1    | Dallas Cowboys       | Sieger East    | 11–5   |
| 2    | Tampa Bay Buccaneers | Sieger Central | 10–6   |
| 3    | Los Angeles Rams     | Sieger West    | 09–7   |
| 4    | Philadelphia Eagles  | Wast           | 11–5   |
| 5    | Chicago Bears        | Central        | 10–6   |
| –    | Washington Redskins  | East           | 10–6   |

Conference Tie-Breaker
- San Diego sicherte sich den 1. Platz in der Play-off-Setzliste der AFC vor Pittsburgh aufgrund ihres 35:7-Sieges im direkten Duell in Woche 12.
- Chicago sicherte sich den zweiten und letzten NFC-Wild-Card-Platz vor Washington aufgrund des besseren Punkteverhältnisses über alle Spiele (+57 zu +53 von Washington).

### Turnierbaum
|  |                                 |                                 |                                 |                                  |                                     |                                  |                                    |              |                |                |                |    |  |  |  |  |  |
|  |                                 |                                 |                                 |                                  | Divisional Playoffs                 |                                  |                                    |              |                |                |                |    |  |  |  |  |  |
|  |                                 |                                 |                                 |                                  | 30. Dezember – Three Rivers Stadium |                                  |                                    |              |                |                |                |    |  |  |  |  |  |
|  | AFC Wild Card Game              | AFC Wild Card Game              | AFC Wild Card Game              | AFC Championship                 | AFC Championship                    | AFC Championship                 |                                    |              |                |                |                |    |  |  |  |  |  |
|  | AFC Wild Card Game              | AFC Wild Card Game              | AFC Wild Card Game              | AFC Championship                 | AFC Championship                    | AFC Championship                 | 2                                  | Pittsburgh   | 34             |                |                |    |  |  |  |  |  |
|  | 23. Dezember – Astrodome        | 23. Dezember – Astrodome        | 23. Dezember – Astrodome        | 6. Januar – Three Rivers Stadium | 6. Januar – Three Rivers Stadium    | 6. Januar – Three Rivers Stadium | 2                                  | Pittsburgh   | 34             |                |                |    |  |  |  |  |  |
|  | 23. Dezember – Astrodome        | 23. Dezember – Astrodome        | 23. Dezember – Astrodome        | 6. Januar – Three Rivers Stadium | 6. Januar – Three Rivers Stadium    | 6. Januar – Three Rivers Stadium | 3                                  | Miami        | 14             |                |                |    |  |  |  |  |  |
|  | 4                               | Houston                         | 13                              | 2                                | Pittsburgh                          | 27                               | 3                                  | Miami        | 14             |                |                |    |  |  |  |  |  |
|  | 4                               | Houston                         | 13                              | 2                                | Pittsburgh                          | 27                               | 29. Dezember – Jack Murphy Stadium |              |                |                |                |    |  |  |  |  |  |
|  | 5                               | Denver                          | 7                               |                                  | 4                                   | Houston                          | 13                                 |              | Super Bowl XIV | Super Bowl XIV | Super Bowl XIV |    |  |  |  |  |  |
|  | 5                               | Denver                          | 7                               | 1                                | 4                                   | Houston                          | 13                                 | San Diego    | Super Bowl XIV | Super Bowl XIV | Super Bowl XIV | 14 |  |  |  |  |  |
|  |                                 |                                 |                                 | 1                                |                                     |                                  | 20. Januar – Rose Bowl             | San Diego    |                |                |                | 14 |  |  |  |  |  |
|  | 4                               | Houston                         | 17                              |                                  |                                     |                                  |                                    |              |                |                |                |    |  |  |  |  |  |
|  | 4                               | Houston                         | 17                              | A2                               | Pittsburgh                          | 31                               |                                    |              |                |                |                |    |  |  |  |  |  |
|  | 29. Dezember – Tampa Stadium    |                                 |                                 | A2                               | Pittsburgh                          | 31                               |                                    |              |                |                |                |    |  |  |  |  |  |
|  | NFC Wild Card Game              | NFC Wild Card Game              | NFC Wild Card Game              | NFC Championship                 | NFC Championship                    | NFC Championship                 |                                    | N3           | L.A. Rams      | 19             |                |    |  |  |  |  |  |
|  | NFC Wild Card Game              | NFC Wild Card Game              | NFC Wild Card Game              | NFC Championship                 | NFC Championship                    | NFC Championship                 | 2*                                 | N3           | L.A. Rams      | 19             | Tampa Bay      | 24 |  |  |  |  |  |
|  | 23. Dezember – Veterans Stadium | 23. Dezember – Veterans Stadium | 23. Dezember – Veterans Stadium | 6. Januar – Tampa Stadium        | 6. Januar – Tampa Stadium           | 6. Januar – Tampa Stadium        | 2*                                 |              |                |                | Tampa Bay      | 24 |  |  |  |  |  |
|  | 23. Dezember – Veterans Stadium | 23. Dezember – Veterans Stadium | 23. Dezember – Veterans Stadium | 6. Januar – Tampa Stadium        | 6. Januar – Tampa Stadium           | 6. Januar – Tampa Stadium        | 4                                  | Philadelphia | 17             |                |                |    |  |  |  |  |  |
|  | 4                               | Philadelphia                    | 27                              | 2                                | Tampa Bay                           | 0                                | 4                                  | Philadelphia | 17             |                |                |    |  |  |  |  |  |
|  | 4                               | Philadelphia                    | 27                              | 2                                | Tampa Bay                           | 0                                | 30. Dezember – Texas Stadium       |              |                |                |                |    |  |  |  |  |  |
|  | 5                               | Chicago                         | 17                              |                                  | 3                                   | L.A. Rams                        | 9                                  |              |                |                |                |    |  |  |  |  |  |
|  | 5                               | Chicago                         | 17                              | 1*                               | 3                                   | L.A. Rams                        | 9                                  | Dallas       | 19             |                |                |    |  |  |  |  |  |
|  |                                 |                                 |                                 | 1*                               |                                     |                                  |                                    |              | 19             |                |                |    |  |  |  |  |  |
|  | 3                               | L.A. Rams                       | 21                              |                                  |                                     |                                  |                                    |              |                |                |                |    |  |  |  |  |  |
|  | 3                               | L.A. Rams                       | 21                              |                                  |                                     |                                  |                                    |              |                |                |                |    |  |  |  |  |  |

- (*) Die Dallas Cowboys (in der NFC auf Platz 1 gesetzt) spielten in der Divisional-Playoff-Runde nicht gegen die Philadelphia Eagles (auf Platz 4 gesetzt), da beide Teams in derselben Division spielten.

## Super Bowl XIV
Der 14. Super Bowl fand am 20. Januar 1980 im Rose Bowl in Pasadena, Kalifornien statt.
Im Finale trafen die Los Angeles Rams auf die Pittsburgh Steelers, die Pittsburgh Steelers gewannen ihren vierten Super Bowl.
|                     | 1 | 2 | 3 | 4  | Gesamt |
| ------------------- | - | - | - | -- | ------ |
| Pittsburgh Steelers | 3 | 7 | 7 | 14 | 31     |
| Los Angeles Rams    | 7 | 6 | 6 | 0  | 19     |

## Auszeichnungen
| Most Valuable Player            | Earl Campbell, Runningback, Houston Oilers          |
| Coach of the Year               | Jack Pardee, Washington Redskins                    |
| Offensive Player of the Year    | Earl Campbell, Runningback, Houston Oilers          |
| Defensive Player of the Year    | Lee Roy Selmon, Defensive End, Tampa Bay Buccaneers |
| Offensive Rookie of the Year    | Ottis Anderson, Runningback, St. Louis Cardinals    |
| Defensive Rookie of the Year    | Jim Haslett, Linebacker, Buffalo Bills              |
| Comeback Player of the Year     | Larry Csonka, Runningback, Miami Dolphins           |
| Man of the Year                 | Joe Greene, Defensive Tackle, Pittsburgh Steelers   |
| Super Bowl Most Valuable Player | Terry Bradshaw, Quarterback, Pittsburgh Steelers    |